# Blank-Wave Arcade
Blank-Wave Arcade è il secondo album in studio del gruppo musicale statunitense The Faint, pubblicato nel 1999.

## Tracce
1. Sex Is Personal – 3:37
2. Call Call – 2:26
3. Worked Up So Sexual – 2:40
4. Cars Pass in Cold Blood – 2:40
5. Casual Sex – 3:15
6. Victim Convenience – 2:55
7. Sealed Human – 3:06
8. In Concert – 2:19
9. The Passives – 2:41

## Formazione
- Clark Baechle – batteria
- Todd Fink – voce
- Joel Petersen – basso, chitarra
- Jacob Thiele – synth, voce